# Dragiša Šarić
Dragiša Šarić (in serbo Драгиша Шарић?; Bijeljina, 27 gennaio 1961 – Pola, 19 luglio 2008) è stato un cestista e allenatore di pallacanestro serbo, fino al 2003 jugoslavo.

## Palmarès

### Giocatore
- YUBA liga: 1

Partizan Belgrado: 1991-92
- Coppa di Jugoslavia: 1

Partizan Belgrado: 1992
- Coppa dei Campioni: 1

Partizan Belgrado: 1991-92